# La France insoumise
La France insoumise (pol. Niepokorna Francja, Francja Niepokorna lub Francja Nieujarzmiona, LFI) – francuska partia polityczna reprezentująca nurty demokratycznego socjalizmu, ekosocjalizmu i alterglobalizmu, powołana przez Jeana-Luca Mélenchona. Ugrupowanie w 2024 współtworzyło Europejski Sojusz Lewicy dla Ludzi i Planety. Formacja zaliczana jest do ugrupowań lewicowych lub skrajnie lewicowych. W logotypie używa greckiego symbolu phi.

## Historia
Powołanie LFI zainicjował Jean-Luc Mélenchon 10 lutego 2016. Formacja przyjęła nowy model organizacji, posiadając niezorganizowaną strukturę opartą na małych lokalnych komitetach wsparcia. Do nowego ugrupowania przystąpili dotychczasowi działacze komunistów, socjalistów, ekologów, aktywiści związkowi, wsparła ją też Partia Lewicy. W pierwszym masowym wiecu LFI, który miał miejsce 5 czerwca 2016 na Place de la Bataille-de-Stalingrad w Paryżu, według organizatorów wzięło udział 10 tysięcy osób.
La France insoumise stała się zapleczem jej lidera w wyborach prezydenckich w 2017. W pierwszej turze Jean-Luc Mélenchon zajął 4. miejsce z wynikiem 19,6% głosów. W wyborach parlamentarnych w tym samym roku LFI uzyskała 17 miejsc w Zgromadzeniu Narodowym. W 2018 nawiązała współpracę z innymi lewicowymi ugrupowaniami (m.in. Podemos i Blokiem Lewicy). W 2019 lista LFI prowadzona przez Manon Aubry otrzymała 6,3% głosów i 6 mandatów w Europarlamencie IX kadencji.
W 2022 Jean-Luc Mélenchon kolejny raz ubiegał się o wybór na prezydenta, w pierwszej turze otrzymał wówczas 22,0% głosów, zajmując 3. miejsce. Do wyborów parlamentarnych w tym samym roku ugrupowanie przystąpiło w ramach koalicji NUPES skupiającej formacje lewicowe, komunistyczne i ekologiczne. Koalicja ta zajęła drugie miejsce za blokiem prezydenckim, w jej ramach środowisko LFI uzyskało około 75 mandatów poselskich. W 2024 LFI z wynikiem 9,9% głosów wprowadziła 9 deputowanych do Europarlamentu kolejnej kadencji. W rozpisanych następnie na czerwiec i lipiec 2024 wyborach parlamentarnych przedstawiciele LFI startowali w ramach kolejnej lewicowej koalicji NFP, która uzyskała w Zgromadzeniu Narodowym XVII kadencji największą reprezentację. Na początku kadencji partyjna frakcja La France insoumise liczyła 72 posłów.